# Mazama nemorivaga
Il mazama bruno dell'Amazzonia (Mazama nemorivaga F. Cuvier, 1817), noto anche come mazama bruno piccolo, è una piccola specie di cervo che vive quasi esclusivamente in Sudamerica. È diffuso in Panama (con la sottospecie M. n. permira, endemica di San José, un'isola appartenente all'Arcipelago delle Perle), Colombia, Venezuela, Guyana, Suriname, Guiana Francese, Ecuador orientale, Perù orientale, Brasile e, forse, Bolivia settentrionale. Vive nei tratti non inondati della foresta pluviale tropicale amazzonica, ma in alcune aree si spinge anche all'interno di foreste decidue tropicali e in boscaglie di piante xeriche, fino a 1500 m di quota.

## Tassonomia
Condivide gran parte dell'areale con il più grande (nonché più numeroso) M. americana; in alcune zone poco estese, inoltre, il suo areale si sovrappone a quello di M. gouazoubira. Fino al 2000, per l'esattezza, veniva considerato una sottospecie di quest'ultimo, con il quale è in rapporti parapatrici. A prima vista, infatti, non è facilmente distinguibile da M. gouazoubira, mentre a differenza di M. americana ha il mantello di colore grigio-marrone con parti inferiori chiare.
Attualmente ne vengono riconosciute otto sottospecie:
- M. n. nemorivaga F. Cuvier, 1817 (Venezuela sud-orientale e Guiane);
- M. n. cita Osgood, 1912 (Venezuela);
- M. n. medemi Barriga-Bonilla, 1966 (Colombia).
- M. n. mexianae Hagmann, 1908 (isola di Mexiama, presso la foce del Rio delle Amazzoni);
- M. n. murelia J. A. Allen, 1915 (Colombia sud-occidentale ed Ecuador);
- M. n. permira Kellogg, 1946 (isola di San José, presso le coste di Panamá);
- M. n. sanctaemartae J. A. Allen, 1915 (Colombia settentrionale);
- M. n. tschudii Wagner, 1855 (Perù).

## Biologia
In alcune aree, gli accoppiamenti possono avvenire in ogni periodo dell'anno, ma le nascite tendono a concentrarsi durante la stagione delle piogge. La specie è minacciata dalla deforestazione e da varie malattie trasmesse dal bestiame domestico, ma non troppo dalla caccia.